# Baraca
Baraca (szlovákul: Barca) község Szlovákiában, a Besztercebányai kerületben, a Rimaszombati járásban.

## Fekvése
Rimaszombattól 12 km-re, délnyugatra fekszik.

## Története
A települést 1334-ben "Barasta" néven említik először, amikor királyi adományként egy Rátold nevű nemes kapta meg. 1345-ben "Barachcha", 1495-ben "Barza" alakban szerepel. A 16. századtól az egri káptalan birtoka, majd a kassai jezsuitáké. A 17. század végén a hadi események és járványok következtében elpusztult és még 1773-ban is csak 3 adózó háztartása létezett. 1828-ban már 55 háza volt 500 lakossal.
Vályi András szerint: "BARACZA. Magyar falu Gömör Vármegyében, birtokosai több Uraságok, lakosai katolikusok, fekszik a’ Sajon túl Gömörtöl fél mértföldnyire, a’ Bátkai völgyben, melly völgy három felé oszlik, egy része délröl Vanka, más része északrol Batka, harmadika pedig napkeletrül Füge felé. Határbéli földgye, gabonát bőven terem; de a’ záporok járják, piatzozása Rosznyon öt mértföldnyire, legelője elég, ’s mind a’ két féle fája, gyűmöltsös kertyei hasznosak, második Osztálybéli."
Fényes Elek szerint: "Baracza, magyar falu, Gömör vgyében, egy szűk völgyben fekszik, a putnoki járásban legsárosabb helység. Van a r. katholikusoknak templomjuk, – a lakosok száma öszvesen 428 tétetik. A közbirtok áll 17 urbéri, 5 1/8 majorsági telekből, 17 urbéri zsellérből, – erdeje 1200 holdból áll. Kevés s nem a legjobb szénát termő rétje, az árviznek van kitéve. Hegyes de könnyű munkájú szántófölde mindent megterem. E helységnek 2/4 részit az egri káptalan, 2/4 részit pedig Gencsi József és Kemény birja. Ut. p. Putnok."
Gömör és Kishont vármegye monográfiája szerint: "Baracza, a tornallya-bánrévei vasútvonal mentén fekvő magyar kisközség, 69 házzal. Róm. kath. lakosainak száma 394. 1407-ben Barchfelde néven szerepel és ekkor a Mikófalvy család az ura. 1427-ben a kazai Kakas család birtokában találjuk, de 1451-ben már a Feledy családé. Néhány évvel később a Baloghy család is birtokos itt, mígnem 1494-ben már az egri káptalan birtoka. Nevét az idők folyamán különféle változatokban találjuk az egykorú oklevelekben. Így neve Barcsföldén kívül Barcs, Barcz, Barcza, Baracha és Barathza alakban szerepel, mely utóbbi már közel áll mai nevéhez. A mult század elején az egri káptalanon kívül még a báró Kemény család és Gencsy József is birtokos a községben, ma pedig Farkas Ábrahám és Szakall András. Némelyik dűlőneve jelentőséggel látszik bírni. Ilyenek a Pálvölgye, a Peresoldal, a Csákoldal és a Ravaszlyuk, mely utóbbihoz az a hagyomány fűződik, hogy itt támadták meg Visnyait, II. Rákóczy Ferencz egyik hadnagyát, a mikor három hordó aranyat akart a füleki várba szállítani. A falu közelében vasas forrás van, melyet azonban csak a falubeliek használnak. Baracza táján hajdan két elpusztult község feküdt. Ezek Tama és Czomporháza, melyek 1427-ben még említtetnek. A községhez tartozik Baraczi puszta is. A faluban levő róm. kath. templom 1787-ben épült. Postája Füge, távírója és vasúti állomása pedig Tornallya."
A trianoni békeszerződésig Gömör-Kishont vármegye Tornaljai járásához tartozott. 1920 és 1925 között a korábbi nagybirtokokat felparcellázták, melyekre szlovákokat telepítettek. 1938 és 1945 között Baraca ismét Magyarországhoz tartozott.
Földműves szövetkezete 1952-ben alakult. Napjainkra csaknem a teljes lakosságot cigányok alkotják.

## Népessége
| Év:            | 1994. | 2004.    | 2014.    | 2024.    |
| -------------- | ----- | -------- | -------- | -------- |
| Emberek száma: | 300   | 451      | 553      | 614      |
| Eltérés:       |       | +50,33 % | +22,61 % | +11,03 % |

| Év:            | 2023. | 2024.   |
| -------------- | ----- | ------- |
| Emberek száma: | 604   | 614     |
| Eltérés:       |       | +1,65 % |

1910-ben 387-en, túlnyomórészt magyarok lakták.
2001-ben 394 lakosából 327 magyar.
2011-ben 512 lakosából 356 magyar, 68 cigány és 59 szlovák volt.

## Neves személyek

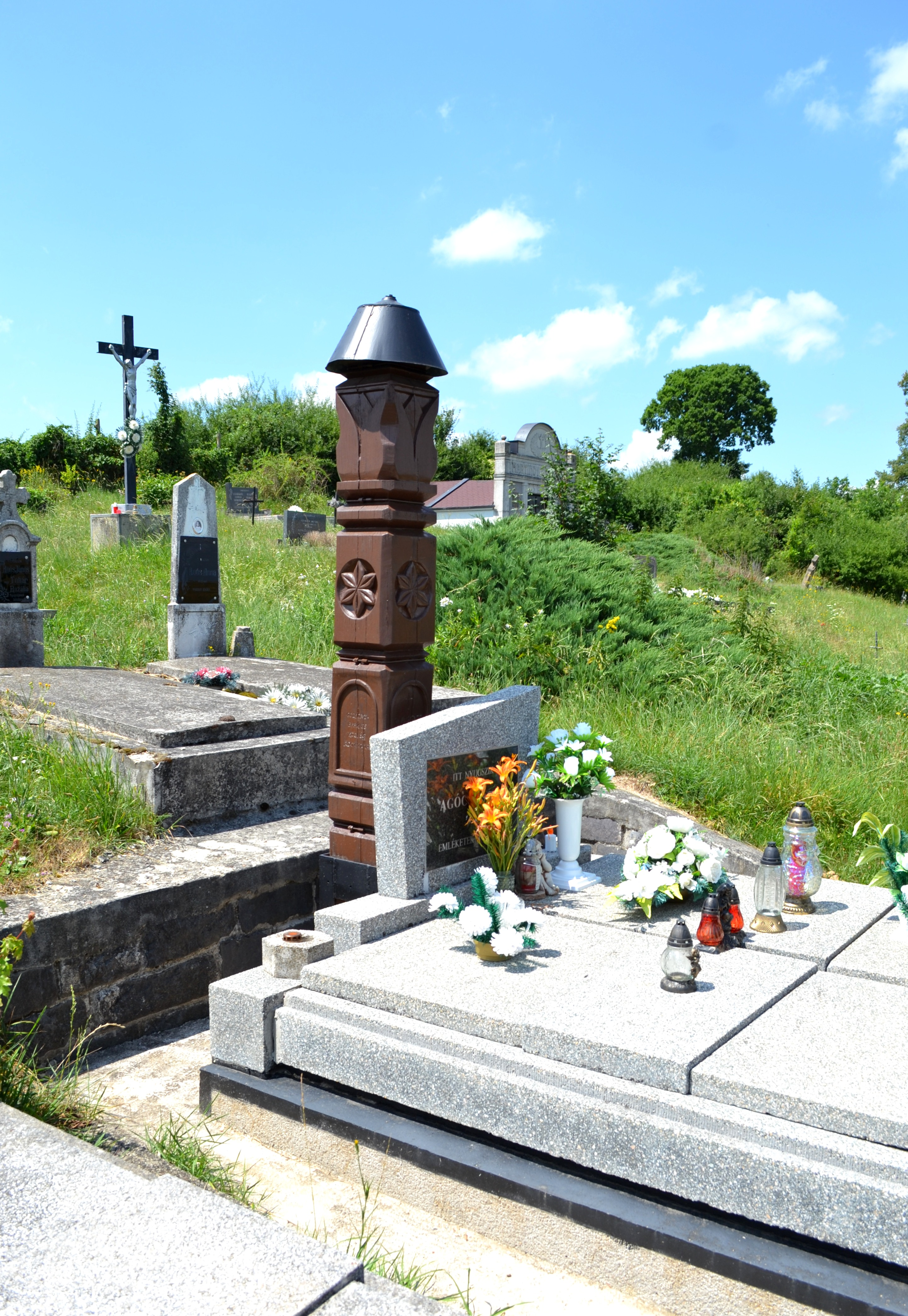

- Itt született 1962-ben Agócs Béla pedagógus.

## Nevezetességei
- Római katolikus temploma 1787-ben épült barokk-klasszicista stílusban.